# Theodore Arthur Burrows

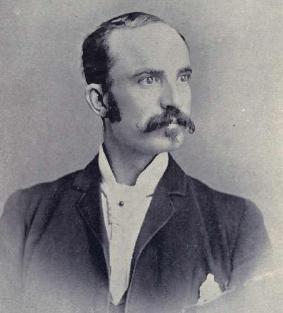
Theodore Arthur Burrows

Theodore Arthur Burrows (* 15. August 1857 in Ottawa; † 18. Januar 1929 in Winnipeg) war ein kanadischer Politiker und Unternehmer. Von 1904 bis 1908 war er Abgeordneter des Unterhauses, von 1926 bis zu seinem Tod Vizegouverneur der Provinz Manitoba.

## Biografie
Nach der Schulzeit in Ottawa zog Burrows 1875 nach Winnipeg, um dort als Landvermesser zu arbeiten. Zwei Jahre später schloss er sich der Kanzlei des Rechtsanwalts Frederick Mackenzie an und war damit der erste Rechtsstudent der Provinz. Doch 1879 gab er seine juristische Karriere auf und stieg stattdessen ins Holzverarbeitungsgeschäft ein. In der Folge erwarb er zahlreiche Waldparzellen um Dauphin und bald war sein Unternehmen eines der größten der Provinz.
1892 kandidierte Burrows bei der Wahl zur Legislativversammlung von Manitoba und siegte im Wahlbezirk Dauphin. 1896 und 1899 wurde er jeweils wiedergewählt. Er nutzte seinen politischen Einfluss, um seinem Unternehmen Vorteile zu verschaffen. Dazu trug auch die Tatsache bei, dass seine Schwester mit dem kanadischen Innenminister Clifford Sifton verheiratet war. Von 1896 bis 1904 war Burrows im Dienste der Canadian Northern Railway für die Parzellierungen entlang neu entstehender Bahnstrecken zuständig und konnte so seinen Einfluss weiter ausdehnen. 1908 war er der bedeutendste Waldbesitzer Westkanadas.
Burrows trat auf Seiten der Liberalen Partei zur Unterhauswahl 1904 an und wurde mangels Gegenkandidaten per Akklamation gewählt. In den folgenden vier Jahren unterstützte er die Regierung von Wilfrid Laurier. Er förderte die Entwicklung des Westens, den Bau der Hudson Bay Railway und die Erweiterung der Provinzgrenzen nach Norden. Die konservative Opposition beschuldigte ihn unablässig der Korruption. Obwohl die Liberalen die Unterhauswahl 1908 gewannen, wurde Burrows abgewählt.
In der Folge zog sich Burrows aus der Politik zurück und widmete sich der Konsolidierung und Expansion seines Unternehmens. Generalgouverneur Lord Willingdon vereidigte ihn am 9. Oktober 1926 als Vizegouverneur von Manitoba. Dieses repräsentative Amt übte er bis zu seinem Tod aus. Die Ernennung war aufgrund des Einflusses erfolgt, den sein Schwager Clifford Sifton auf die Bundesregierung ausgeübt hatte.